# Орт (мифология коми)
Орт — мистический двойник человека в мифологии коми. Он появляется с первыми секундами жизни младенца и сопутствует ему до самой смерти. Орт всегда находился вне тела человека, но человек не мог видеть его. Другие же люди видели орта. Он очень походил на своего хозяина, часто занимался тем же, чем занимался и хозяин. Но часто он являлся в образе попа, женщины в жёлтом платье или синего огонька. Иногда орт мог быть невидимым. Тогда он являлся в виде звуковых эффектов.

## Роль в мифологии
Орт предвещал смерть своему хозяину. Перед смертью орт предупреждал его родных о приближающейся смерти хозяина: неожиданно проступившие на теле синяки, неведомые голоса, шум, вой могли означать о скором переходе между явственным и загробным миром. Подобные предзнаменования могли быть как с ближайшим покойником, так и с его близкими родственниками.
Приход орта чуяла собака. Её вой предвещал смерть хозяина.
Орт мог указать, как умрёт человек. Если он должен был умереть от пулевых ранений, то его видели стреляющимся и слышали хлопок выстрела. Интересно, что если орта видели без какой-то части тела (головы, руки, ноги), то этот знак расценивался как предопределённость смерти. Если же он виделся целиком, то смерти можно было избежать.
Среди охотников считалось, что, если почудилось, что кто-то снял лыжи, подошёл к двери избушки, дышит протяжно, но не входит, то это орт. И, немного погодя, если один из охотников возвращается в избушку, то его ждёт смерть.
Орт был опасен для стороннего человека. Если он являлся в образе прядущей женщины, то засмотревшемуся зеваке она могла проткнуть веретеном глаз. Также он был лют с теми, кто перешёл под гробом, когда он был поднят. В этом случае орт преследовал по пятам человека, и тому следовало ещё раз в обратном направлении перейти под гробом, чтобы орт усопшего покинул его навсегда.
Как служитель подземного мира, орт мог наложить сильную порчу на людей или скот.
После смерти орт, пока его поминают в течение года, странствовал по местам, где бывал умерший. Затем умерший окончательно уходит в загробный мир. По случаю этого события на его могиле ставят памятник, а орт переселяется в птицу либо трансформируется в камень или уходит под землю в могилу, где погребён хозяин.

## Орт как положительный мифологический персонаж
Не везде в коми-пермяцких землях орт приносил беду. У вишерских коми орт должен был прийти раньше, чем долго ожидаемый человек. Также существовало поверье, что орт счастливого человека ходит немного впереди него и предупреждает об опасности. Иногда орт являлся своему двойнику и, в случае, если двойник не растеряется и поймает его, то в его дом придёт счастье.